# Lucien Sfez
Lucien Sfez, né le 27 avril 1937 à Tunis et mort le 30 décembre 2018 à Paris, est un professeur, maître de conférences et écrivain français, agrégé de droit public et de sciences politiques.
Il a publié de nombreux ouvrages aux Presses universitaires de France, dont les deux volumes du Dictionnaire critique de la communication en 1993. Il a également écrit l'ouvrage Critique de la communication en 1988.

## Biographie
Lucien Sfez naît au moment où la Tunisie était toujours sous protectorat français. Il a par ailleurs fait ses études au lycée Carnot de Tunis.
Il a par la suite, atterri à Paris et sa faculté de droit. Il y passe une maîtrise de droit public et de science politique ainsi que les deux DES éponymes.
En 1964, il présente sa thèse intitulée Essai sur la contribution du Doyen Hauriou au droit administratif français. Peu de temps après, il obtient son agrégation de droit public et de science politique.
En 1977, il crée la collection La politique éclatée aux PUF. En 1987, il crée avec le soutien de la fondation Maison des sciences de l'homme (FMSH) la revue Quaderni dont la direction lui est confié.
Il poursuit une carrière dans l'enseignement supérieur. Il est maître de conférences agrégé à Lille ou encore chargé de cours à Strasbourg. Il revient dans la capitale en 1988 où il est nommé professeur titulaire de science politique à l'Université Paris-Dauphine. Dès 1976, Lucien Sfez avait été Professeur à Paris IX Dauphine en tant que maître de conférences d'une unité de valeur dans le cadre de l'obtention des doctorat es gestion de cette Université. Professeur à l'Université Paris I Panthéon-Sorbonne aux départements de science politique, sciences économiques de gestion, sciences humaines et des sciences juridiques et politiques, il en devient émérite en 2005, à sa retraite. Il dirige le DEA Communication, Technologies et Pouvoir. Il a également dirigé l'École doctorale de Science-Politique jusqu'en 2005. Il est élevé au rang de Chevalier de la Légion d'honneur la même année.

### Critique de la communication
Dans son ouvrage Critique de la communication, Lucien Sfez identifie « trois métaphores constitutives » associées aux pratiques des technologies de l'information et de la communication (TIC) et aussi « à trois visions du monde ». Ces visions sont aussi trois représentations ou discours sur les usages des TIC. Le triptyque de prépositions « avec », « dans » et « par » offre une grille de lecture des représentations ordonnant ces pratiques.
- La première métaphore veut que l'homme emploie la technique comme un outil pour agir sur le monde : « Il en use, mais ne s'y asservit pas (…) C'est « avec » la technique que l'homme accomplit les tâches qu'il détermine et qu'il reste le maître des activités dont il a pensé le moyen ». L'objet technique est considéré comme un instrument avec lequel le sujet agit. C'est la vision utilitariste dominante ;
- La deuxième fait que « les objets techniques sont notre environnement naturel ». L'homme est « jeté dans le monde » - un monde fait d'objets techniques. Donc la technique est l'environnement « dans » lequel le sujet est placé et auquel il doit s'adapter ;
- La troisième est nommée le tautisme[7],[8],[9], néologisme et mot-valise contractant tautologie et autisme, et se caractérise par une dépendance du sujet à l'égard de la technique, une répétition des mêmes messages et un enfermement du sujet. « Le sujet n'existe que par l'objet technique qui lui assigne ses limites et détermine ses qualités. La technologie est le discours de l'essence. Elle dit le tout sur l'homme et sur son devenir (…) « Par » la technique, l'homme peut exister, mais non en dehors du miroir qu'elle lui tend ». La technique devient une maîtresse et non plus une servante (inversion de la première vision)[6]. Selon Sfez, le tautisme utilise la tautologie comme seule vérification : « si je répète, je prouve ». Le tautisme, c'est la confusion de l'expression de la réalité et de la représentation de la réalité : « on prend la réalité représentée pour une réalité exprimée »[10].

## Parcours
- 1962-1964 : Assistant à la Faculté de droit de Paris ;
- 1964-1966 : Chargé de cours a la Faculté de droit, sciences politiques et gestion de Strasbourg ;
- 1967-1968 : Maître de conférences agrégé à la Faculté de Droit de Lille ;
- 1968-1969 : Maître de conférences agrégé à l'Université de Paris Dauphine ;
- 1970-1989 : Professeur titulaire de Science politique à l'Université de Paris-Dauphine ;
- 1983-1986 : Président du Conseil National de la Communication Audio-visuelle (CNCA) ;
- 1985-2005 : Professeur titulaire de Science politique à l'Université Paris I Panthéon-Sorbonne ;
- 1991-? : Directeur du DEA : Communication, Technologies et Pouvoir et du Centre d'Études et de Recherches sur la Décision Administrative et Politique (C.R.E.D.A.P.) ;
- 1997-2005 : Dirige l’École Doctorale de Science Politique de la Sorbonne ;
- 2005-2018 : Professeur émérite à l'Université Paris I Panthéon-Sorbonne.

## Publications
En tant qu'auteur :
- L'administration prospective, Librairie Armand Colin, Collection U, Série Science administrative, 1970.
- Critique de la décision, Presses de Sciences Po, 4e édition 1992, Paris, 1973.
- L'enfer et le paradis. Critique de la théologie politique, PUF, 1978.
- Leçons sur l'égalité, Presses de Sciences Po, Paris, 1984.
- Critique de la Communication, Le Seuil, 3e édition 1992, Paris, 1988.
- La politique symbolique, PUF, Quadrige, 1993.
- La Santé parfaite, Le Seuil, Paris, 1995.
- Technique et idéologie. Un enjeu de pouvoir, Le Seuil, Paris, 2002.
- La communication, PUF, Que sais-je ?, 2010.

En tant que directeur :
- Dictionnaire critique de la communication, 2 vol., Paris, PUF, 1993, 1808 p., ill. (en ligne).
- Télécommunications et philosophie des réseaux, PUF, Politique éclatée (la), 1998.
- Mythologies politiques du cinéma français (1960-2000), PUF, Politique éclatée (la), 2000.
- Le lien social à l'ère du virtuel, PUF, Politique éclatée (la), 2001.
- Critique des réseaux, PUF, Politique éclatée (la), 2003.
- L' actualité du saint-simonisme. Colloque de Cerisy, PUF, Politique éclatée (la), 2004.
- Catastrophes climatiques, désastres sociaux, PUF, Politique éclatée (la), 2006.
- Gouvernance et privatisation, PUF, Politique éclatée (la), 2007.
- La gouvernance des innovations médicales, PUF, Politique éclatée (la), 2007.
- Vie et mort des agencements sociaux. De l'origine des institutions, PUF, Politique éclatée (la), 2009.
- Visions plurielles de l'éducation juive, PUF, Politique éclatée (la), 2010.
- L'invention des sans-papiers, PUF, Politique éclatée (la), 2010.
- Les vieilles élites de la nouvelle économie, PUF, Politique éclatée (la), 2011.